# Photuris versicolor
Photuris versicolor är en skalbaggsart som först beskrevs av Fabricius 1798.  Photuris versicolor ingår i släktet Photuris och familjen lysmaskar. Inga underarter finns listade i Catalogue of Life.